# Erik Bergvall
Pour les articles homonymes, voir Bergvall.
Erik Bergvall, né le 7 avril 1880 à Västerfärnebo et mort le 4 février 1950 à Bromma, est un joueur de water-polo sudéois. 
Avec l'équipe de Suède masculine de water-polo, il est médaillé de bronze aux Jeux olympiques de 1908.
Président du comité d'organisation des épreuves de natation aux Jeux olympiques de 1912 à Stockholm, il est aussi chargé de rédiger le rapport des Jeux.
Il est le président de la Fédération internationale de natation de 1924 à 1928 et de la Ligue européenne de natation (LEN) de 1926 à 1930.
Erik Bergvall est le frère des acteurs Sven Bergvall (1881-1960) et Harry Bergvall (1884-1976).